# Tahj Mowry
Tahj Dayton Mowry (Honolulu, Hawaï, 17 mei 1986) is een Amerikaanse acteur en zanger.

## Filmografie
- 2012: Baby Daddy
- 2007: Desperate Housewives: "Smiles of a Summer Night"
- 2007: Are We Done Yet?
- 2006: The Game: "There's No Place Like Home"
- 2006: The Suite Life of Zack & Cody: "Scary Movie"
- 2005: Kim Possible: So the Drama (stem)
- 2005: Hermie & Friends: Buzby, the Misbehaving Bee (stem)
- 2004: Hermie & Friends: Webster the Scaredy Spider (stem)
- 2003: Kim Possible: A Sitch in Time (stem)
- 2003: Kim Possible: The Secret Files (stem)
- 2002: Kim Possible (stem)
- 2001: Hounded
- 2001: The Poof Point
- 2000: Seventeen Again
- 1999: We Wish You a Merry Christmas
- 1997: Smart Guy
- 1996: Star Trek: Voyager: "Innocence"
- 1994: Disney Sing Along Songs: Let's Go to the Circus
- 1994: Sister, Sister
- 1994: Friends
- 1991: Full House

- International Standard Name Identifier: 0000 0000 4893 6909
- Library of Congress Control Number: nr2002036427
- MusicBrainz: 673ea695-3902-4aba-9ac7-09a3a081c96e
- Virtual International Authority File: 36856987
- WorldCat: E39PBJbWvrHDcRhFVHc7yfCJDq